# Tusenbrödratjärnen
Tusenbrödratjärnen är en sjö i Lycksele kommun i Lappland och ingår i Umeälvens huvudavrinningsområde. Tusenbrödratjärnen ligger i Vindelälven Natura 2000-område.